# Келленхузен (Балтийское море)
Келленхузен (нем. Kellenhusen) — община в Германии, в земле Шлезвиг-Гольштейн.

## Информация о городе
Входит в состав района Восточный Гольштейн. Население составляет 1046 человек (на 31 декабря 2010 года). Занимает площадь 8,15 км².
Город расположен на Балтийском побережье и в летнее время становится одним из многих туристских центров Восточного Гольштейна. В городе имеется хорошо обустроенный пляж, а к услугам туристов открыты многие кафе и рестораны. В Келленхузене расположена Евангельско-лютеранская церковь.